# Tixkokob (kommun)
Tixkokob är en kommun i Mexiko.   Den ligger i delstaten Yucatán, i den östra delen av landet, 1 000 km öster om huvudstaden Mexico City. Antalet invånare är 16 151. Arean är 160 kvadratkilometer.
Terrängen i Tixkokob är mycket platt.
Följande samhällen finns i Tixkokob:
- Tixkokob